# 北京公交4路 (1935年-1966年)
北京公交4路是北京公交的一个路号，该路号自民国时期开始至今被多次使用。第一次使用为1935年10月5日，1937年因七七事变撤销4路而停用。最近一次使用则是2021年由北京公交701路改号而来的北京公交4路。
本文所主要记载的是4路路号在北京公交系统中自1935年至1966年期间的使用记录。

## 第一代（1935年（民国24年）10月5日-1937年（民国26年）7月7日）
民国24年（1935年）10月5日，北平公交4路开通，线路走向为东华门经西直门至八大处，里程为24.76公里。
民国26年（1937年）7月7日，因七七事变，线路撤销。
事实上，该线路的走向中绝大部分路段服务（西直门-八大处）在建国后基本上就被一条私营线路取代。这条线路于1957年被北京公交公司整合并命名为北京公交62路，1958年改号为北京公交47路，1972年被改号为北京公交347路并运行至今。

## 第二代（1946年（民国35年）2月1日-1948年（民国37年）8月12日）
民国26年（1937 年）12月， 公共汽车公司恢复开行一条环行线路，由东四经灯市口、东安市场、王府井、前门、西四、北池子、东华门返回东四，线路长度为14.87公里，无路号，是为第二代4路的前身。 民国31年（1942 年）12月因经营亏损严重而停运。
民国35年（1946 年）2月1日，抗日战争胜利后，恢复东四经东安市场、天安门至西单的4路，线路长度为5.45公里。 
民国37年（1948 年）8月12日，4路因平津战役而停运。

## 第三代（1949年12月-1950年12月20日）
1949年12月21日，开辟宣武门经菜市口至广安门的4路，路长3.3公里。 
1950年4月8日，由宣武门向北延至西单，路长4.05公里。同年12月20日停驶。

## 第四代（1952年6月-1957年7月16日）
1952年6月16日开线，由西四经菜市口至天坛，路长8.09公里。
同年10月1日，与当年9月15日开辟的虎坊桥经府右街至西四的临时线路合并，形成由西四经西单、菜市口、虎坊桥、和平门、府右街、返回西四的双向环线，路长8.76公里。 
1955年1月，核实路长，改为8.95公里。 
1957年7月16日，原线分别为14、15路代替，4路停驶。

## 第五代（1959年3月10日-1966年11月16日）
1959年3月10日，有轨电车环行路停驶，开辟公共汽车4 路，由平安里 经西单、东单、北新桥、地安门返回平安里的双向环线，路长14.89公里。
1960年2月16日，通过东单、西单路口左转弯车辆改为远引交叉方式，分别在东单路口东100米处和西单路口西100米处掉头，外环增加220米，双向平均加110米，路长改为15公里。 
1966年11月16日，为解决远郊区县学生大串联的交通问题停驶。1967年3月正式从统计数据中除去。

## 第六代（1974年12月-2009年）
1974年，北京市公共汽车总公司新开通了一条4路，作为穿城线路，与此前的五代4路的走向已有很大差距。
2009年因北京公交4路全线大段与北京公交1路和北京公交52路重叠而撤销，北京公交4路路号因此第六次落空。

## 第七代（2021年2月至今）
2021年2月，北京公交做出统一调整，所有7字头公交线路不再使用7字头路号，其中701路改路号为4路。